# 夏雲 (駆逐艦)
| 1939年11月22日に撮影された夏雲 | |
| 艦歴                           | |
| 計画                           | ②計画 |
| 起工                           | 1936年7月1日 |
| 進水                           | 1937年5月26日 |
| 竣工                           | 1938年2月10日 |
| 最後                           | 1942年10月12日戦没 |
| 除籍                           | 1942年11月15日 |
| 性能諸元                       | |
| 排水量                         | 基準：約2,000t、公試：2,400t                                                                                            |
| 全長                           | 118.00m |
| 全幅                           | 10.386m |
| 吃水                           | 3.71m（平均） |
| 機関                           | 艦本式オール・ギアードタービン2基2軸 ロ号艦本式重油専焼缶3基 50,000 hp                                                  |
| 最大速力                       | 34.85kt |
| 航続距離                       | 18ktで5,190浬 |
| 燃料                           | 重油580t |
| 乗員                           | 230名 |
| 武装（新造時）                 | 50口径12.7cm連装砲 3基6門 25mm機銃 II×2 (または13mm機銃 II×2) 61cm4連装魚雷発射管 2基8門 (九〇式魚雷16本) 九一式爆雷×36 |

夏雲（なつぐも）は、日本海軍の駆逐艦。朝潮型駆逐艦の7番艦である。

## 概要
一等駆逐艦夏雲（なつぐも）は、日本海軍が佐世保海軍工廠で建造した朝潮型駆逐艦で、1938年（昭和13年）2月に竣工した。同年8月、昭和天皇の御召艦になった。
1941年（昭和16年）12月8日の太平洋戦争開戦時、ひきつづき朝潮型4隻（夏雲、峯雲、朝雲、山雲）で編制された第9駆逐隊に所属し、第四水雷戦隊僚艦と共に南方作戦にともなうフィリピン作戦、蘭印作戦（バリクパパン沖海戦、スラバヤ沖海戦、クリスマス島攻略作戦）等に参加した。
クリスマス島攻略戦で四水戦旗艦「那珂」が大破すると、夏雲は臨時の第四水雷戦隊旗艦となった。その後、四水戦旗艦は軽巡由良となった。
1942年（昭和17年）6月上旬のミッドウェー作戦や、ガダルカナル島攻防戦にともなう8月中旬の第二次ソロモン海戦における第9駆逐隊（朝雲、夏雲、峯雲）は、第二艦隊司令長官近藤信竹中将の重巡洋艦戦隊と行動を共にした。9月下旬よりソロモン諸島に進出、ガダルカナル島への駆逐艦輸送作戦（鼠輸送）に従事した。
10月11日、第9駆逐隊は僚艦と共に、水上機母艦日進と千歳を護衛してガ島輸送を実施する。帰路、駆逐艦白雪と叢雲は重巡洋艦古鷹の救援に、朝雲と夏雲は敵艦隊撃滅のため、日進隊から分離した。だが10月12日に空襲を受け、夏雲と叢雲は撃沈された（サボ島沖海戦）。

## 艦歴

### 太平洋戦争開戦まで
1936年（昭和11年）6月10日、佐世保海軍工廠で建造予定の駆逐艦に「夏雲」の艦名が与えられ、朝潮型駆逐艦に類別される。7月1日に起工。
1937年（昭和12年）5月26日、夏雲は進水した。
1938年（昭和13年）2月10日に竣工し、ただちに横須賀に回航された。同日付で朝潮型駆逐艦山雲（藤永田造船所、1月15日竣工）と第41駆逐隊を編制した。22－23日、横須賀警備戦隊旗艦を務めた。その後、姉妹艦朝雲（神戸川崎造船所、昭和13年3月竣工）、峯雲（藤永田造船所、昭和13年4月30日竣工）も第41駆逐隊に編入され、同型艦5-8番艦をそろえた。
同年8月11日、葉山御用邸滞在中の昭和天皇は木更津海軍航空隊への行幸のため、横須賀沖に停泊中の夏雲に乗艦した（供奉艦は山雲）。海軍大臣米内光政、内務大臣末次信正、長谷川清横須賀鎮守府司令長官、古賀峯一軍令部次長、大和田芳之介横須賀防備隊司令官が同行して夏雲に同乗、木更津海軍航空隊行幸を経て、午後4時までに横須賀港に帰投した。
12月以降に横須賀海軍工廠で蒸気タービン機関の改造工事を実施した（臨機調事件）。1940年（昭和15年）1月、塚本守太郎少佐が艦長に就任した。11月、第9駆逐隊は第二艦隊・第四水雷戦隊（旗艦「那珂」） に編入された。1941年（昭和16年）4月10日、第9駆逐隊司令は篠田勝清大佐から佐藤康夫大佐（海兵44期。当時、第5駆逐隊司令）に交代した。
6月23日、九州東岸日向灘で実施された演習で駆逐艦3隻（夏潮、峯雲、黒潮）が絡む多重衝突事故が発生する。当時の第9駆逐隊は、1番艦「朝雲」、2番艦「夏雲」、3番艦「峯雲」、4番艦「山雲」であった。
第9駆逐隊主計長によれば、夜戦演習を終えたあとの演習魚雷回収中、朝霧のなかで速力21ノットを発揮する第9駆逐隊と、速力18ノットで航行中の第15駆逐隊が遭遇した。夏潮に峯雲が衝突、黒潮が峯雲に追突した。峯雲は僚艦に付き添われ、呉に戻った。損傷艦は呉海軍工廠で修理をおこなった。

### 太平洋戦争緒戦
同年12月8日の開戦時、第9駆逐隊（駆逐隊司令佐藤康夫大佐）は朝潮型5-8番艦4隻（朝雲、山雲、夏雲、峯雲）で編制され、第四水雷戦隊（司令官西村祥治少将）の軽巡洋艦「那珂」、第2駆逐隊（村雨、五月雨、春雨、夕立）、第24駆逐隊（海風、江風、山風、涼風）と共に比島部隊（指揮官高橋伊望第三艦隊司令長官）に所属していた。南方作戦に参加し、ビガン上陸作戦、リンガエン湾上陸作戦を支援した。
12月10日のビガン上陸作戦では、連合軍機の空襲により那珂が小破、第10号掃海艇が沈没している。
12月31日、別行動中の山雲が機雷で大破し、戦線を離脱した。
残る第9駆逐隊3隻（朝雲、峯雲、夏雲）は1942年（昭和17年）1月よりタラカンやバリクパパン（バリクパパン沖海戦）などの攻略作戦に加わり、2月以降はマカッサル攻略作戦やジャワ島攻略作戦に協力、蘭印作戦に従事した。
1942年（昭和17年）2月下旬、ジャワ島攻略を目指す日本軍輸送船団（護衛/第四水雷戦隊護衛、支援/第五戦隊と第二水雷戦隊）を英米蘭豪のABDA艦隊が迎撃し、スラバヤ沖海戦が勃発した。
第9駆逐隊のうち朝雲（司令駆逐艦）と峯雲は海戦に参加したが、夏雲は駆逐艦海風や敷設艦若鷹等と共に輸送船団を護衛し、砲雷撃戦を行っていない。
この海戦で朝雲が損傷し、佐藤司令は司令駆逐艦を朝雲から夏雲に変更した。
3月1日未明、東部ジャワ上陸船団は入泊を開始する。夏雲をふくめ四水戦各部隊・各艦は、軽巡鬼怒や第8駆逐隊（朝潮、荒潮）等と共同で哨戒を行った。連合軍の空襲を受け輸送船1隻擱座・1隻大破、ほかに鬼怒が小破している。また泊地や周辺海域では連合軍の魚雷艇や潜水艦が活動しており、夏雲は二水戦や四水戦の僚艦と共に迎撃や掃蕩をおこなった。3月9日、オランダ軍は降伏した。3月12日、四水戦はマカッサルに入泊した。
3月下旬、夏雲をふくむ第四水雷戦隊はインド洋クリスマス島攻略作戦に参加した（攻略部隊指揮官は原顕三郎第十六戦隊司令官、旗艦「名取」。編成は日本軍のクリスマス島占領参照）。同島の守備隊は3月31日朝に降伏した。
4月1日18時、同島周辺を哨戒中の軽巡那珂（第四水雷戦隊旗艦）、第9駆逐隊（夏雲、峯雲）、駆逐艦天津風（第16駆逐隊）を、アメリカ潜水艦シーウルフが襲撃する。那珂はシーウルフの魚雷攻撃により大破した。那珂は軽巡名取（攻略部隊旗艦）に曳航され、途中から自力で航行可能となる。夏雲以下攻略部隊各部隊・各艦に護衛されてクリスマス島を離れ、4月3日にジャワ島バンダム湾へ帰投した。
6日、夏雲と峯雲は大破した那珂を護衛し、バンタム湾からシンガポールへ移動した。那珂はシンガポールに残り、工作艦朝日等の支援をうけ、応急修理を続けることになった。第四水雷戦隊旗艦は那珂から夏雲に変更される。12日、夏雲（第四水雷戦隊旗艦）と峯雲は横須賀に向けてシンガポールを出発する。途中でドーリットル空襲を実行した空母ホーネットとエンタープライズを基幹とする米軍機動部隊を追ったが会敵できず、20日夜横須賀に到着した。
5月2日、本州南岸において水上機母艦瑞穂が米潜水艦ドラムに撃沈される。重巡高雄と摩耶が救助をおこない、第9駆逐隊（朝雲、峯雲、夏雲）は基地航空隊や防備部隊と協同で対潜掃討を行った。
5月9日、第9駆逐隊司令駆逐艦は朝雲にもどった。
5月15日、山雲は第9駆逐隊からのぞかれ、朝潮型3隻（朝雲、峯雲、夏雲）に減少する。まもなく第四水雷戦隊旗艦も長良型軽巡洋艦由良に変更された。
19日、第9駆逐隊は高雄型重巡洋艦と金剛型戦艦を護衛して瀬戸内海へ移動した。
5月20日、第四水雷戦隊はミッドウェー作戦の攻略部隊主隊（指揮官近藤信竹海軍中将、第二艦隊司令長官）に配属された。近藤長官直率の攻略部隊本隊は、第四戦隊第1小隊（愛宕〈第二艦隊旗艦〉、鳥海）、第五戦隊（妙高、羽黒）、第三戦隊第1小隊（比叡、金剛）、第四水雷戦隊（旗艦〈由良〉、第2駆逐隊〈村雨、春雨、五月雨、夕立〉、第9駆逐隊〈朝雲、峯雲、夏雲〉）、空母瑞鳳と駆逐艦三日月、タンカー4隻、甲標的と魚雷艇運搬のため途中合流した特殊水上機母艦千代田と日進であった（ミッドウェー作戦における攻略部隊の行動と戦闘経過は当該記事を参照）。
6月5-7日のミッドウェー海戦で、日本は空母4隻と重巡三隈を失うなどして敗れた。山本五十六連合艦隊司令長官は一部兵力で牽制部隊を編成し、またアリューシャン方面の北方部隊を増強することを下令した。第五戦隊司令官高木武雄中将（海兵39期）を指揮官とする牽制部隊（第五戦隊〈妙高、羽黒〉、第9駆逐隊〈朝雲、夏雲、峯雲〉、タンカー玄洋丸 ）はウェーク島近海で行動した。米機動部隊の追撃を引き付けるための行動だった。牽制部隊は基地航空部隊（第十一航空艦隊司令長官塚原二四三中将、ウェーク島に陸攻50機を配備）と連携し偽電を交信したが、めぼしい成果はなかった。14日、同部隊は北方部隊に編入された。
別働の峯雲と玄洋丸も合流し、第五戦隊と第9駆逐隊はアリューシャン列島方面に転戦した。
その後、第五戦隊司令官指揮下の第二支援隊を編成、米機動部隊の出現に備えた。米機動部隊は出現せず各艦は撤収し、7月上旬には内地に帰投した。

### ガダルカナル島の戦い
第9駆逐隊が北方で行動中の1942年（昭和17年）6月12日、元四水戦旗艦の那珂は横須賀に到着する。15日、那珂は予備艦となって第四水雷戦隊からのぞかれた。
6月20日、第四水雷戦隊司令官は西村祥治少将から高間完少将に交代した。
ミッドウェー・アリューシャン作戦後の連合艦隊は第二水雷戦隊・第三水雷戦隊・第四水雷戦隊に本州南岸の敵潜掃討を命じており、北方から戻った第9駆逐隊（朝雲、峯雲、夏雲）も哨戒に加わった。本艦が所属したのは乙掃蕩隊（指揮官四水戦司令官：由良、第2駆逐隊、第9駆逐隊、駆逐艦三日月、駆逐艦山雲）であった。
同年7月14日、日本海軍は戦時編制の改定を実施、南東方面を担当する第八艦隊（司令長官三川軍一中将、海兵38期）が新編され、軍隊区分においては外南洋部隊（符号、SNB）となった。
7月19-20日、第9駆逐隊第1小隊（朝雲、夏雲）はラバウルに向かう重巡鳥海（第八艦隊旗艦）を護衛して桂島を出発した。
25日、トラック泊地に到着する。27日、鳥海、朝雲、夏雲はトラック泊地を出発する。「朝雲」と「夏雲」は7月29日に「鳥海」護衛任務を駆逐艦「雪風」、「時津風」に引き継ぐとクェゼリンへ向かい、8月1日から練習巡洋艦「香取」を護衛して8月8日に横須賀に着いた。
8月7日、米軍はガダルカナル島とフロリダ諸島に上陸を開始、ガダルカナル島の戦いが始まる。8月11日に第四戦隊や第五戦隊などが柱島より出撃してトラックへ向かった。第九駆逐隊は第四戦隊の直衛で8月11日に横須賀を出港したが、「夏雲」は同日サイパンへ向かう途中で行方不明となった二式飛行艇の捜索に従事し、サイパンを経て8月19日にトラックに着いた。
24日-25日にかけての第二次ソロモン海戦における第四水雷戦隊は、第二艦隊（司令長官近藤信竹中将、愛宕座乗）指揮下の前進部隊として参加した（前進部隊の戦闘経過については当該記事を参照）。
9月2日、朝雲と夏雲はトラック泊地へ帰投する前進部隊と分離し、日本艦隊がソロモン諸島北方で活動中と偽装するため偽電を発するなど陽動作戦を行った。8日、朝雲と夏雲はトラック泊地へ戻ったが、その効果は不明である。
9月中旬、ガダルカナル島ヘンダーソン飛行場に対する日本陸軍の総攻撃を支援するため、前進部隊の一員としてトラック泊地を出撃したが、空襲で妙高が損傷した程度で、大規模な戦闘はなかった。9月20日、聯合艦隊は第四水雷戦隊の大部分を外南洋部隊に編入することを発令し、各艦は前進部隊とわかれて順次ソロモン諸島ブーゲンビル島ショートランド泊地に進出した。
9月25日、ショートランド泊地でB-17重爆空襲を受けた由良（第四水雷戦隊旗艦）が小破した。9月26日、第9駆逐隊（朝雲、夏雲、峯雲）と秋月型駆逐艦秋月は南東方面を担当する外南洋部隊（指揮官三川軍一海軍中将、第八艦隊司令長官）に編入された。
10月1日時点で、第9駆逐隊は外南洋部隊増援部隊（指揮官橋本信太郎海軍少将、第三水雷戦隊司令官）に所属していた。
2日、第9駆逐隊司令佐藤康夫大佐（朝雲）指揮下の駆逐艦5隻（第9駆逐隊〈朝雲、夏雲、峯雲〉、第2駆逐隊〈村雨、春雨〉）は零式水上観測機の援護を受け、ガ島輸送に成功した。
5日、佐藤大佐（朝雲）指揮下の駆逐艦6隻（第9駆逐隊〈朝雲、夏雲、峯雲〉、第2駆逐隊〈村雨、春雨、夕立〉）は、陸兵約650名と野砲2門と各種弾薬を搭載し、ショートランド泊地を出撃する。
午後3時過ぎ、急降下爆撃機SBDドーントレス9機の空襲により、峯雲は至近弾で浸水する。発揮可能速力12ノットとなった。この作戦では村雨も至近弾により浸水被害を受け、途中で引き返している。夏雲は峯雲を護衛してショートランド泊地に帰投した。
村雨と峯雲は修理のため、ラバウルを経由してトラック泊地に後退した。
10月7日、水上機母艦日進と秋月型駆逐艦秋月および第27駆逐隊司令指揮下の駆逐艦5隻（第27駆逐隊〈時雨〉、第11駆逐隊〈白雪、吹雪、叢雲〉、第19駆逐隊〈綾波〉）によるショートランド泊地～ガダルカナル輸送が実施された。天候不良により基地航空隊の援護がなく、増援部隊指揮官は日進と秋月に反転帰投を命じた（第27駆逐隊は作戦を続行、ガ島輸送成功）。
翌8日朝、日進と秋月は再度ショートランド泊地を出撃する。これを第9駆逐隊司令（朝雲座乗）指揮下の駆逐艦4隻（第9駆逐隊〈朝雲、夏雲〉、第2駆逐隊〈春雨、夕立〉）が護衛した。駆逐艦の搭載物件は、迫撃砲18門、陸兵560名、舞鶴第四特別通信工作隊であった。往路・復路とも連合軍機の爆撃を受けたが、基地航空隊や水上機の掩護もあって日進隊に被害はなかった。ガ島輸送に成功して翌日ショートランド泊地に帰投した。

### 沈没
10月11日朝、水上機母艦2隻（日進、千歳）、駆逐艦6隻（秋月型〈秋月〉、第9駆逐隊〈朝雲、夏雲〉、第19駆逐隊〈綾波〉、第11駆逐隊第1小隊〈白雪、叢雲〉）は日進艦長の指揮下でショートランド泊地を出撃、ガダルカナル島に向かった。夏雲は人員38名を揚陸することになっていた。
この日進隊輸送と並行して、外南洋部隊支援部隊（指揮官五藤存知海軍少将、第六戦隊司令官）によるガ島ヘンダーソン飛行場砲撃が実施されることになった。支援部隊の編成は、第六戦隊（青葉、古鷹、衣笠）と第11駆逐隊第2小隊（初雪、吹雪）であった。
日進隊は基地航空部隊の間接的・直接的掩護を受けて進撃し、20時10分にタサファロングで揚陸を開始したが、22時頃にサボ島方面で水上戦闘を確認した。この頃、サボ島沖合では外南洋部隊支援隊とノーマン・スコット少将指揮下の米艦隊（巡洋艦4、駆逐艦5）との間で夜間水上戦闘が生起していた（日本側呼称サボ島沖海戦、連合軍側呼称エスペランス岬海戦 ）。
この夜戦により旗艦青葉は大破して五藤司令官は戦死、重巡古鷹と駆逐艦吹雪が沈没した。日進隊の揚陸は23時05分に終了し（駆逐隊の揚陸はその前に終了）、ラッセル諸島西側を通過して戦闘海域を離脱した。
その頃、衣笠からの戦闘報告を受けた外南洋部隊指揮官（第八艦隊司令長官）は、米艦隊が日進隊を攻撃することを懸念して「第六戦隊及駆逐艦ハ速ニ突撃敵ヲ攻撃撃滅スルト共ニ日進、千歳ヲ収容スベシ」と下令し、麾下の外南洋部隊増援部隊に「直ニ出撃　日進、千歳ヲ収容スベシ」と下令した。増援部隊はショートランド泊地を出撃し、日進隊との合流を目指した。
10月12日0020、日進隊は古鷹を危機を知り、第11駆逐隊第1小隊（白雪、叢雲）を救援に向かわせた。また0033には、第9駆逐隊（朝雲、夏雲）に対し重巡衣笠と合流して敵艦隊を攻撃撃滅するよう命じた。0045、短波送信可能となった青葉は、健在の衣笠に日進隊の収容を命じた。衣笠は日進隊との合流を目指したが、悪天候などにより合流できなかった。戦場に戻った初雪は、古鷹乗組員の大部分を救助して離脱した。
同12日朝、白雪と叢雲はニュージョージア島沖でガ島ヘンダーソン基地より飛来した米軍機F4Fワイルドキャット戦闘機・SBDドーントレス爆撃機・TBFアベンジャー雷撃機の波状攻撃を受けた。叢雲が大破して炎上、航行不能となった。
朝雲と夏雲は救援にむかうが、1250と1345に艦上機や陸軍機の攻撃をうける。夏雲は至近弾を数発受けた。後部甲板左舷に直撃弾を受けたという回想もある。浸水が進み、佐藤司令は夏雲乗員を朝雲に移乗させた。夏雲は14時27分に沈没した。塚本艦長以下17名が戦死した。沈没地点記録は南緯08度40分 東経159度20分 / 南緯8.667度 東経159.333度または南緯08度46分 東経157度18分 / 南緯8.767度 東経157.300度。
11月15日、夏雲は帝国駆逐艦籍から除籍された。また朝潮型駆逐艦、第9駆逐隊 のそれぞれから除かれた。
艦名は海上自衛隊の護衛艦なつぐもに引き継がれた。

## 歴代艦長
艤装員長
1. 北村昌幸 中佐：1937年8月16日[207] - 1937年12月8日[208]

駆逐艦長
1. 北村昌幸 中佐：1937年12月8日[208] - 1938年11月15日[209]
2. （兼）原為一 中佐：1938年11月15日[209] - 1938年12月1日[210]
3. （兼）溝畠定一 中佐：1938年12月1日[210] - 1939年2月10日[211]
4. 原田耕作 少佐：1939年2月10日[211] - 1939年7月24日[212]
5. 大田春男 少佐/中佐：1939年7月24日[212] - 1940年1月25日[38]
6. 塚本守太郎 少佐/中佐：1940年1月25日[38] - 1942年10月12日 戦死、同日付任海軍大佐[213][214]